# MyFrenchFilmFestival
MyFrenchFilmFestival— всемирный онлайн-кинофестиваль французского кино, основанный в 2001 году компанией UniFrance films. Фестиваль проводится ежегодно зимой в течение месяца с середины января по середину февраля. Фильмы, представленные на фестивале, показываются на французском языке с многоязычными, в том числе русскими, субтитрами. Фильмы можно смотреть как на официальном сайте, так и в онлайн-кинотеатрах, партнёрах фестиваля.

## Принципы
Главная цель фестиваля — сделать доступным французское кино зрителям всех стран не только в кинотеатрах, но и онлайн. Также фестиваль пропагандирует французскую культуру и франкофонию.
Интернет-пользователи могут голосовать за фильмы онлайн и оставлять свои комментарии на сайте. Одновременно в Париже собирается жюри из кинорежиссеров и представителей международной прессы, выбирая фильмы-лауреаты.

## Призы
- Приз от Lacoste
- Приз от международной прессы (жюри в составе 10 иностранных журналистов)
- Приз от Chopard для иностранных кинематографистов